# Hà Minh Tuấn
Hà Minh Tuấn (sinh ngày 10 tháng 1 năm 1991) là một cầu thủ bóng đá người Việt Nam đang chơi ở vị trí tiền đạo cho câu lạc bộ bóng đá SHB Đà Nẵng.

## Sự nghiệp câu lạc bộ
Hà Minh Tuấn được tuyển vào đội trẻ của SHB Đà Nẵng vào năm 15 tuổi, một độ tuổi khá muộn bởi đội bóng thường tuyển vào các học viên từ năm 11 tuổi. Anh được điền tên vào danh sách tham dự giải bóng đá U-15 quốc gia năm 2006 nhưng chỉ là cầu thủ dự bị. Song 1 năm sau, Tuấn được đôn lên đội U-17 Đà Nẵng tham dự vòng chung kết giải bóng đá U-17 quốc gia tổ chức ở Thành phố Hồ Chí Minh. Tuy nhiên, phải đến năm 2008, anh mới thực sự được chú ý. Huấn luyện viên Phan Công Thìn nói về trường hợp của Hà Minh Tuấn: "Dáng của Minh Tuấn chân dài lưng ngắn, chơi đầy sức mạnh, càn lướt, sức bền cũng tốt, chân trái rất khéo. Tuấn rất chịu khó, ngoan và luôn vào sân với quyết tâm cao" và ông cũng tiên đoán rằng: "chỉ khoảng 2-3 năm nữa, Hà Minh Tuấn sẽ có mặt ở V.League".
Ngày 23 tháng 1 năm 2010, Hà Minh Tuấn có trận ra mắt đội một SHB Đà Nẵng ở trận tranh Siêu cúp quốc gia gặp Lam Sơn Thanh Hóa. Ngày 2 tháng 5 năm 2010, Hà Minh Tuấn ghi một bàn thắng tuyệt đẹp vào lưới Hoà Phát Hà Nội quân bình tỉ số 3–3 cho SHB Đà Nẵng ở phút 90, góp phần vào chiến thắng 4–3 của đội nhà.
Ngày 11 tháng 3 năm 2022, Hà Minh Tuấn đã ghi bàn thắng duy nhất giúp Quảng Nam đánh bại Huế trong trận đấu đầu tiên của đội ở mùa giải Hạng nhất 2022.

## Sự nghiệp quốc tế
Ở cấp độ quốc tế, Tuấn từng được triệu tập vào đội U-19 Việt Nam tham dự giải vô địch bóng đá U-19 Đông Nam Á và là tiền đạo chủ lực của đội bóng. Trước SEA Games 25, Hà Minh Tuấn đã được triệu tập vào đội U-23 song lại bị đẩy xuống đội U19. Hai năm sau, fù thể hiện vô cùng xuất sắc trong giải U-21 quốc tế báo Thanh niên 2011 nhưng Tuấn vẫn không lọt vào mắt xanh của HLV Falko Goetz trong quá trình tập luyện chuẩn bị cho Sea Games 26.
Tháng 10 năm 2019, Hà Minh Tuấn góp mặt trong danh sách triệu tập của đội tuyển quốc gia Việt Nam chuẩn bị cho Vòng loại giải vô địch bóng đá thế giới 2022 khu vực châu Á.

## Danh hiệu
SHB Đà Nẵng
- V.league 2
  -  Vô địch: 2023–24

Quảng Nam
- V.league 1
  -  Vô địch: 2017
- Siêu cúp quốc gia
  -  Vô địch: 2017

## Thảm khảo
1. 1 2 3 4 5 6 7  "Hà Minh Tuấn - Hậu duệ của Huỳnh Đức". Bản gốc lưu trữ ngày 27 tháng 3 năm 2010. Truy cập ngày 6 tháng 5 năm 2010.
2. ↑  "Hà Minh Tuấn lập công, Quảng Nam đánh bại Huế, dẫn đầu Giải Hạng nhất 2022". Người Lao Động. Truy cập ngày 11 tháng 3 năm 2022.
3. ↑  Danh sách ĐTQG Việt Nam tập trung chuẩn bị thi đấu Vòng loại World Cup 2022 (đợt 3)